# What Is Love? (EP Twice)
What Is Love? è il quinto EP del gruppo musicale sudcoreano Twice, pubblicato il 9 aprile 2018 dalla JYP Entertainment e distribuito da Iriver. 
Nell'album è presente l'omonimo brano What is Love?, scritto e composto da Park Jin-young. I membri Jeongyeon, Chaeyoung e Jihyo hanno partecipato alla scrittura dell'album.

## Tracce
1. What is Love? – 3:28
2. Sweet Talker – 3:27
3. Ho! – 3:09
4. Dejavu – 3:16
5. Say Yes – 3:02

Traccia aggiuntiva della versione fisica
1. Stuck – 3:38

## Classifiche

### Classifiche settimanali
| Classifica (2018) | Posizione massima |
| ----------------- | ----------------- |
| Corea del Sud     | 2                 |
| Giappone          | 2                 |

### Classifiche di fine anno
| Classifica (2018) | Posizione |
| ----------------- | --------- |
| Corea del Sud     | 10        |
| Giappone          | 58        |
| Classifica (2019) | Posizione |
| Corea del Sud     | 98        |

## Riconoscimenti
- Golden Disk Award
  - 2019 – Nominaton Album daesang[7]
  - 2019 – Album Bonsang
- Circle Chart Music Award
  - 2019 – Nominaton Album dell'anno - secondo trimestre[8]

## Summer Nights
Summer Nights è il repackage di What Is Love?, pubblicato il 9 luglio 2018.

### Tracce
1. Dance the Night Away – 3:02
2. Chillax – 3:07
3. Shot Thru the Heart – 3:26
4. What Is Love? – 3:29
5. Sweet Talker – 3:29
6. Ho! – 3:10
7. Dejavu – 3:17
8. Say Yes – 3:04
9. Stuck – 3:35

### Classifiche

#### Classifiche settimanali
| Classifica (2018) | Posizione massima |
| ----------------- | ----------------- |
| Corea del Sud     | 1                 |
| Giappone          | 4                 |

#### Classifiche di fine anno
| Classifica (2018) | Posizione |
| ----------------- | --------- |
| Corea del Sud     | 16        |
| Giappone          | 55        |